# Hermann Lehmann (Politiker)
Hermann Lehmann (* 1950 in Braunschweig) ist ein deutscher Politiker der rechtsextremen NPD und war Bundesvorsitzender ihres Jugendverbandes Junge Nationaldemokraten. Er ist in der Pro-Bewegung in Hamburg aktiv.

## Politische Karriere
Lehmann trat 1969 in die NPD ein und engagierte sich daraufhin in ihrer Jugendorganisation, den JN. 1983 kam es zur Entmachtung und zum Parteiausschluss des aktuellen JN-Bundesvorsitzenden Rainer Vogel. Daraufhin übernahm Lehmann von 1983 bis 1987 den Bundesvorsitz der Jungen Nationaldemokraten. Seine vorrangige Aufgabe war nach Dudek die Beruhigung der Jugendorganisation und eine (Wieder-)Annäherung an die Mutterpartei. Von 1991 bis 1993 war er Stellvertretender Parteivorsitzender der NPD unter Günter Deckert.